# La Chapelle-Geneste
La Chapelle-Geneste là một xã thuộc tỉnh Haute-Loire nam trung bộ nước Pháp. Xã La Chapelle-Geneste nằm ở khu vực có độ cao trung bình 1004 mét trên mực nước biển.
Sông Senouire chảy theo hươớg tây, sau đó theo hướng nam qua khu vực tây nam thị trấn.